# Борьба (Нижегородская область)
Борьба — поселок в Вадском муниципальном округе Нижегородской области.

## География
Поселок находится на юге центральной части Нижегородской области на расстоянии примерно 12 км на юго-запад от села Вад, административного центра района.

## История
До 2020 года входил в состав Стрельского сельсовета. Ныне имеет дачный характер.

## Население
Постоянное население не было учтено как в 2002 году, так и в 2010.